# Delias destrigata
Delias destrigata is een vlindersoort uit de familie van de Pieridae (witjes), onderfamilie Pierinae.
Delias destrigata werd in 1996 beschreven door van Mastrigt.